# Minamisōma
Minamisōma è una città giapponese della prefettura di Fukushima.
La città dista circa 25 km dalla centrale di Fukushima Dai-ichi, luogo del disastro nucleare occorso in seguito al terremoto del Tōhoku del 2011.